# جام خیریه انگلستان ۱۹۸۶
 جام خیریه انگلستان ۱۹۸۶ ، ۶۴امین رقابت سالانه مابین قهرمانان لیگ دسته اول فوتبال انگلستان و جام حذفی فوتبال انگلستان است. 
این مسابقه در تاریخ ۱۶ آگوست ۱۹۸۶ مابین تیم‌های اورتون و لیورپول در ورزشگاه ومبلی لندن برگزار شده‌است. 
این مسابقه با نتیجه یک بر یک مساوی به پایان رسیده‌است.

## جزئیات مسابقه
| اورتون  | ۱ – ۱ | لیورپول |
| ------- | ----- | ------- |
| هیث ۸۰' |       | راش ۸۸' |